# Walther-Rathenau-Gymnasium

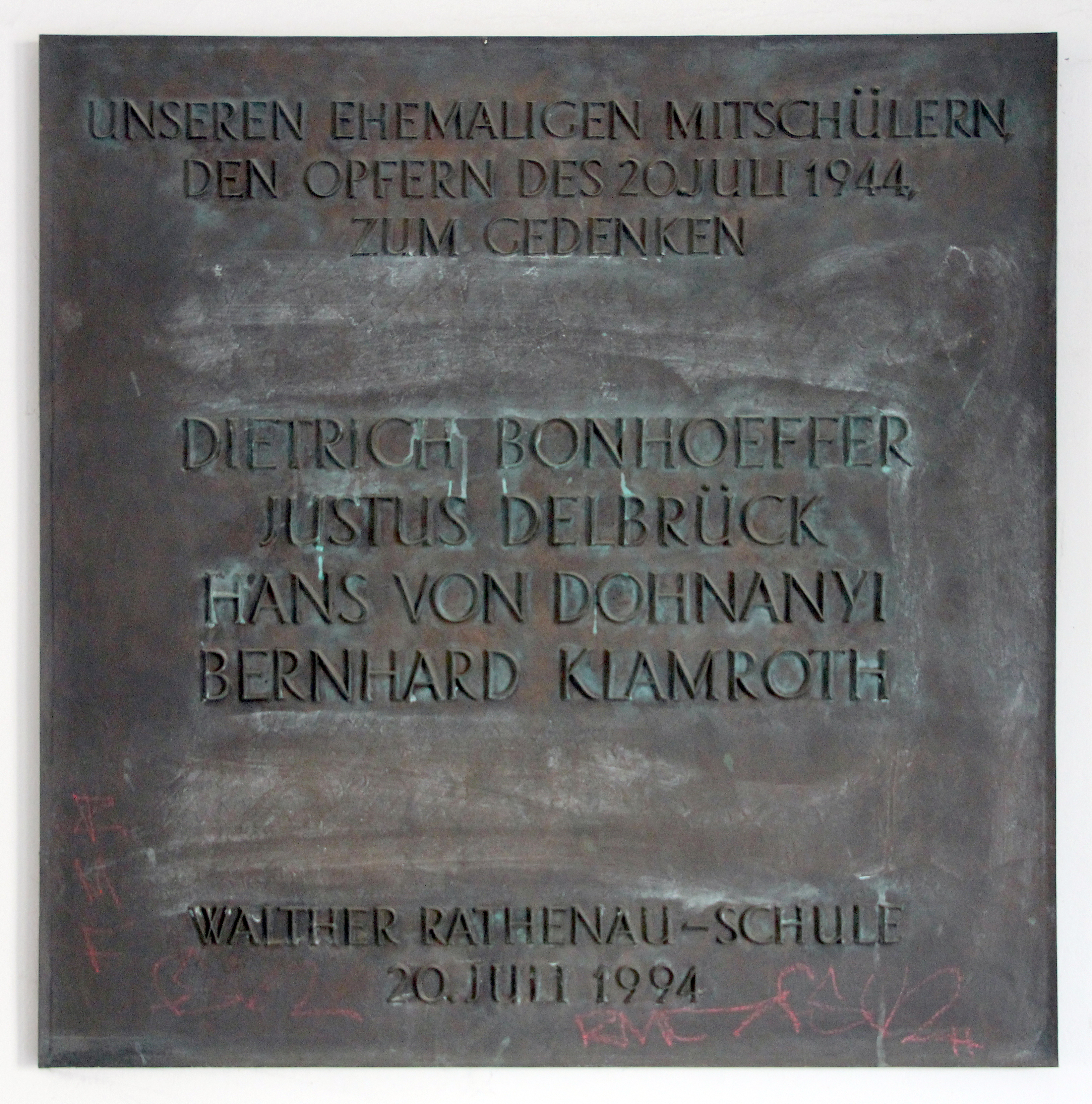
Gedenktafel am Haus, Caspar-Theyß-Straße 1, in Berlin-Grunewald

Das Walther-Rathenau-Gymnasium ist ein Gymnasium in der Herbertstraße 4 im Berliner Ortsteil Grunewald. Es wurde 1903 als Realgymnasium zu Grunewald bei Berlin als Knabenschule gegründet. Ab 1919 hieß es Grunewald-Gymnasium. Zum Gedenken an Walther Rathenau, der am 24. Juni 1922 unweit der Schule von antisemitischen und nationalistischen Tätern ermordet wurde, erhielt es 1946 seinen heutigen Namen. Fast zehn Jahre lang trug bereits vor 1933 ein bedeutendes liberales Neuköllner Reform-Realgymnasium den Namen Rathenaus.

## Geschichte
Das Schulgebäude wurde 1903 durch die damals selbstständige Landgemeinde Grunewald erbaut und seitdem mehrmals erweitert.
1928 wurde der Neubau in der Herbertstraße angefügt. Der während des Zweiten Weltkriegs zerstörte Trakt für Turnhalle und Aula wurde 1960 durch einen größeren Neubau ersetzt.
In den 1920er Jahren zeichnete sich die Schule durch ein breitgefächertes Unterrichtsangebot aus, das Begabungen und Neigungen der Schüler stärker berücksichtigen sollte. Diese „Bewegungsfreiheit“ kann als Vorläuferin der heutigen Kursphase angesehen werden. In dieser Zeit war rund ein Drittel der Schüler jüdischen Glaubens. Seit April 1933 wurde die Schule durch einen von den Nationalsozialisten eingesetzten kommissarischen Direktor geleitet. Er setzte mit Nachdruck durch, dass die jüdischen Lehrer, darunter Richard Samuel, und die meisten jüdischen Schüler die Schule verlassen mussten. Viele emigrierten nach Palästina, Großbritannien, Frankreich, in die Schweiz und die USA.
Das Rathenau-Gymnasium ist seit 1967 eine gemischte Schule für Mädchen und Jungen. Das ehemalige Lyceum – das Hildegard-Wegscheider-Gymnasium – ist die Partnerschule des Walther-Rathenau-Gymnasiums.

## Profil
Das Gymnasium beginnt wie in Berlin üblich mit der siebten Klasse. Die Sprachreihenfolge lautet wie folgt: Ab der siebten Klasse kann entweder Latein oder Französisch als zweite Fremdsprache neben Englisch gewählt werden. Im Rahmen des Wahlpflichtunterrichts ab der achten Klasse kann eine dritte Fremdsprache gewählt werden. Ab der neunten Klasse gibt es ein weiteres projektorientiertes Wahlpflichtfach. In der Qualifikationsphase besteht durch die langjährige Zusammenarbeit mit der Hildegard-Wegscheider-Oberschule eine große Wahlmöglichkeit von Kurskombinationen. Bekanntheit erlangt hat das Walther-Rathenau-Gymnasium auch durch seine mehrfach ausgezeichnete Schülerzeitung Shyft.

## Ehemalige Schüler
- Georg Ahrens, Diplomat
- Reinhard Bendix, Soziologe
- Georg Benjamin, Kinderarzt und Widerstandskämpfer
- Wolfgang Berg, Physiker
- Christian Bienert, Hörfunkmoderator
- Dietrich Bonhoeffer, Theologe, Widerstandskämpfer des 20. Juli 1944
- Ernst Bornemann, Sexualforscher
- Roger Cicero, Jazz- und Popmusiker
- Günther Dammann, Autor und Zauberkünstler
- Justus Delbrück, Verwaltungsjurist, Widerstandskämpfer des 20. Juli 1944
- Christine von Dohnanyi, Widerstandskämpferin des 20. Juli 1944
- Hans von Dohnanyi, Jurist, Widerstandskämpfer des 20. Juli 1944
- Tanja Dückers, Schriftstellerin und Journalistin
- Heinrich von Einsiedel, Politiker und Autor
- Tanja Geke, Synchronsprecherin
- Leonore Goldschmidt, Pädagogin
- Klaus Herlitz, Unternehmer
- Knut Hoffmeister, Experimentalfilmer
- Björn Jotzo, Politiker und Jurist
- Friedrich Karl Kaul, Jurist, Hochschullehrer und Schriftsteller
- Michael Kerr, Jurist, wegen politischer Emigration nur kurzzeitig Schüler
- Bernhard Klamroth, Offizier, Widerstandskämpfer des 20. Juli 1944
- Ulrich Klug, Jura-Professor
- Jan Kobow, Opernsänger
- Ferdinand Kroh, Journalist und Sachbuchautor
- Horst Krüger, Schriftsteller
- Ursula von Mangoldt-Reiboldt, Schriftstellerin und Verlegerin, Nichte Walther Rathenaus
- Christoph Meyer, Politiker und Jurist
- Werner Milch, Jurist
- Peer Mock-Stümer, Politiker
- Sina Rauschenbach, Religionswissenschaftlerin
- Horst-Eberhard Richter, Psychoanalytiker
- Peter Salomon, Schriftsteller und Literaturhistoriker
- Rajah Scheepers, Theologin
- Wolf Schneider, Journalist, Autor, Sprachkritiker
- Harry C. Schnur, Altphilologe
- Hans Schönfeld, Theologe
- Klaus-Peter Schulz, Bundestagsabgeordneter
- Cornelia Seibeld, Politikerin und Juristin
- Joachim Seyppel, Literaturwissenschaftler
- Nicolaus Sombart, Soziologe
- Konstantin Spies, Mediziner und Politiker
- Hasso Spode, Soziologe
- Alexander Stahlberg, Offizier, Widerstandskämpfer des 20. Juli 1944
- Sylvia von Stieglitz, Politikerin und Unternehmerin
- Beate Stoffers, Politikerin und Politikwissenschaftlerin
- Fritz von Twardowski, Diplomat
- Joachim Wedekind, Schauspieler, Hörspielsprecher und Drehbuchautor
- Peter Weiss, Schriftsteller
- Michael Wolffsohn, Historiker
- Marion Gräfin Yorck von Wartenburg, Richterin und Widerstandskämpferin des 20. Juli 1944
- Rudolf Zipkes, Jurist und Schriftsteller